# Мухаммед аль-Кахтани
Муха́ммед Абдулла́ аль-Кахта́ни (араб. محمد عبد الله القحطاني‎; 28 сентября 1935, Асир — 4 декабря 1979, Мекка) — один из основных участников Захвата Мекки в 1979 году.
Вместе с Джухайманом аль-Утейби был одним из учеников известного богослова и Верховного муфтия Саудовской Аравии Абдулазиза ибн База.
Примкнул к группе крайних такфиритов и в 1979 году совершил вооружённую попытку свержения Саудовской династии. Был провозглашён восставшими Махди. Погиб во время штурма 4 декабря 1979 года.